# ليورنارد سيلفان بيكوف
وُلد الفيلسوف الأمريكي الكندي ليورنارد سيلفان بيكوف في الخامس عشر من أكتوبر عام 1933. تبنى النظرية الموضوعية، وكان أحد تابعين آين راند المقربين، وأعلنته هي بدورها وريثًا لأملاكها. شغل منصب أستاذ للفلسفة وعمل مقدمًا لبرنامج حواري إذاعي وطني. شارك في تأسيس معهد آين راند عام 1985، وألف العديد من الكتب في الفلسفة.

## بداية حياته وحياته المهنية
وُلد ليونارد بيكوف، في الخامس عشر من أكتوبر عام 1933، في وينيبيغ بمقاطعة مانيتوبا الكندية، لوالده الطبيب الجراح صاموي لبيكوف، ولوالدته بيسي التي كانت قائدة فرقة موسيقية. ارتاد جامعة مانيتوبا منذ عام 1950 إلى عام 1953 باعتباره طالب في مرحلة ما قبل الطب. انتقل إلى جامعة نيويورك لدراسة الفلسفة عقب مناقشاته الأولى مع راند، وحصل على درجة البكالوريوس في الفلسفة عام 1954، والماجستير عام 1957، والدكتوراه في عام 1964. كان الفيلسوف البراجماتي الأمريكي الشهير سيدني هوك مستشار أطروحته للدكتوراه، والتي تناولت وضع ما وراء الطبيعة لمبدأ عدم التناقض. درس الفلسفة للعديد من السنوات في كليات مختلفة.

## بداية انخراطه في حركة الموضوعية
قابل بيكوف آين راند لأول مرة عن طريق ابنة عمه باربارا براندن (باربرا وايدمان آنذاك) في كاليفورنيا وهو في السابعة عشرة من العمر. يذكر أن هذا اللقاء مع راند جعله مدركًا للأهمية العميقة للفلسفة. قرر بيكوف دراسة الفلسفة في جامعة نيوورك عندما انتقلت راند إلى العيش في مدينة نيويورك عام 1951. تكررت نقاشاته الخاصة والعميقة مع راند، أثناء دراسته بجامعة نيويورك، حول العديد من القضايا.
اجتمع بيكوف، وناثانيال براندن، وآلان جرينسبان، وباربرا براندن، وعدد من المؤيدين المقربين الآخرين، الذين أطلقوا على أنفسهم مازحين اسم «الجماعة»، مع راند في شقتها في منهاتن لمناقشة الفلسفة والسياسة، وكذلك لقراءة ومناقشة رواية راند حينما هز أطلس كتفيه التي كانت على مشارف الصدور آنذاك. أسس براندن عام 1958 محاضرات ناثانيال براندن، التي أُعيد تسميتها في ما بعد لتصبح معهد ناثانيال براندن، من أجل تعزيز مذهب الموضوعية ونشره من خلال المحاضرات والحلقات التعليمية في أنحاء الولايات المتحدة الأمريكية. كان بيكوف من ضمن أوائل المحاضرين في المعهد حيث درس دورة تعليمية عن تاريخ الفلسفة. حظي المعهد بحلول بداية الستينات بممثلين له في العديد من المدن، وعرضوا نسخًا مُسجلة من المحاضرات للجمهور المحلي.  
دفعت نقاشات راند مع بيكوف وآلان جوتيف إلى إكمال دراسة موسعة حول تكوين المفهوم، وعدت مقدمة في نظرية المعرفة الموضوعية. أدرجت راند مقال بيكوف عن «التمييز التحليلي التأليفي» عندما نُشر في شكل كتاب عام 1979. كان بيكوف عضوًا نشطًا في ورش عمل راند الخاصة بالدراسة في الفترة ما بين 1969 و1971، وكذلك ورش عمل أصغر حول الفلسفة كانت تُقام في شقة راند. استخدم بيكوف لاحقًا نصوص هذه الورش لإعداد نسخة واسعة من كتاب مقدمة في نظرية المعرفة الموضوعية وشارك معه في التحرير هاري بنسونغر.
استمر بيكوف في إعطاء المحاضرات والدورات الخصوصية حول العديد من المواضيع للجمهور العريض للمذهب الموضوعي بعد حل المعهد عام 1968، وبيعت التسجيلات لهذه المحاضرات للعديد من السنوات. تشمل محاضراته في الدورات: تاريخ الفلسفة (في «مجلدين» من المحاضرات)، ومقدمة في المنطق، وفن التفكير، والاستقراء في الفيزياء والفلسفة، والفضيلة الأخلاقية، وفلسفة التعليم، وفهم الموضوعية، ومبادئ الاتصال الموضوعي، وثماني مسرحيات عظيمة. أيدت راند سلسلة محاضراته حول مذهب الموضوعية لعام 1976، واعتبرتها أفضل طرح لفلسفتها والوحيدة التي تتصف بالدقة.
تناول أول كتاب لبيكوف تحت عنوان التشابهات المشؤومة تفسيرًا موضوعيًا لظهور الرايخ الثالث والهولوكوست، وحذر أيضًا أن أمريكا تتجه نحو طريق الشمولية بسبب التشابهات الفلسفية والثقاقية المؤثرة بين جمهورية فايمار والولايات المتحدة الحالية. ذكرت راند في المقدمة أن هذا الكتاب كُتب بقلم أول فيلسوف موضوعي غيرها.
الانفصال عن ديفيد كيلي
يرى بيكوف الموضوعية باعتبارها «نظام مغلق» يتكون فقط من المبادئ الفلسفية التي وضعتها راند بنفسها، ويرى أن أي اختلاف مع هذه المذاهب يعد انسحاب من مذهب الموضوعية. تتبنى مؤسسة آين راند رؤية بيكوف للموضوعية.
برزت قضية النظام المنغلق مقابل النظام المفتوح، عندما نشر ديفيد كيلي، الذي كان تابعًا آنذاك لبيكوف ومؤسسة آين راند، مقالته «مسألة العقوبة» التي ناشدت بتبني نهج منفتح أكثر عند العمل مع المجموعات الأخرى. يرى كيلي أن الموضوعية «نظام مفتوح»، ويمكن أن تطور إلى ما هو أبعد من كتابات راند واعتقاداتها. قدم بيكوف اعتراضه على ما كتبه كيلي في مقال بعنوان «الحقيقة والقيمة»، ووضح فيه أن قضية كيلي نفسها تتناقض مع فهم راند للعلاقة بين الإدراك والتقييم والحقيقة والقيم الأخلاقية. أنهى بيكوف مقاله بإعرابه عن أن كيلي ليس تابعًا حقيقيًا للموضوعية، وناشد أي شخص يتفق مع كيلي بترك حركة الموضوعية. رد كيلي على ذلك في النهاية بتأسيس معهد الدراسات الموضوعية عام 1990، وغير اسمه لاحقًا لمركز الموضوعية، وفي النهاية أصبح مجتمع أطلس.